# Ліра (місто)
Ліра (англ. Lira) — місто в Уганді, розташоване в Північній області і є адміністративним центром однойменного округу.

## Географія
Висота центру НП становить 1072 метри над рівнем моря.

## Населення
Національний перепис 2002 року оцінив населення Лірі у 80 900 осіб. У 2011 році UBOS оцінив населення у 108 600 осіб.